# Bandeira da Síria
A bandeira atual foi adotada pela primeira vez em 1958 para representar a Síria como parte da República Árabe Unida e foi usada até 1961. Foi retomada em 1980. Desde suas primeiras variações de adoção da bandeira vermelha-branca-preta têm sido utilizados em vários Sindicatos árabes da Síria com o Egito, Líbia, Sudão e Iraque. 
Embora a Síria não faz parte de nenhum sindicato estado árabe, a bandeira da República Árabe Unida foi retomado para mostrar o compromisso da Síria para a unidade árabe. O uso da bandeira tornou-se disputado porque é muitas vezes associado ao Partido Ba'ath e passou a representar partidos leais ao governo de Assad na guerra civil da Síria. Contudo, a bandeira em si não é estritamente um símbolo de Assad. Fora do contexto da guerra civil síria, ela permanece como o pavilhão nacional reconhecido internacionalmente para representar o país. Seu status oficial está definido no Artigo 6º da Constituição da Síria, cujo primeiro parágrafo estabelece:
A bandeira da República Árabe da Síria é composta por três cores: verde, branco e preto, com três estrelas vermelhas, de cinco ângulos de cada um. A bandeira é retangular, com a sua largura de medição de dois terços do seu comprimento. Está dividida em três retângulos de dimensões idênticas e têm o mesmo comprimento que a bandeira. A parte superior é verde, o meio sendo branco e o fundo é preto, com as três estrelas vermelhas no meio do retângulo branco.
A parte verde representa a herança islâmica e está relacionada a o profeta Maomé, a parte preta a opressão sofrida pelos árabes, e a parte branca um futuro pacífico. As três estrelas vermelhas representem os três distritos que formam a síria ou seja: Alepo, Damasco e Deir ez-Zor.

## Histórico
- Bandeira do Reino Árabe da Síria (1920)
- Bandeira do Mandato da Síria (1920)
- Bandeira da Federação Síria (1922–1925) e do Estado da Síria (1925–1930)
- Bandeira da Primeira República Síria (1930–1950) e da Segunda República Síria (1950–1958)
- Bandeira da República Árabe Unida (1958–1961)
- Bandeira da República Árabe Síria (1961–1963)
- Bandeira da República Árabe Síria (1963–1972)
- Bandeira da Síria na Federação das Repúblicas Árabes e depois (1972–1980)
- Bandeira da República Árabe Síria (1980–2024)
- Bandeira nacional da Síria (2024–presente)[2]